# Mouzay (Indre-et-Loire)
Mouzay település Franciaországban, Indre-et-Loire megyében. Lakosainak száma 462 fő (2022. január 1.). Mouzay Chanceaux-près-Loches, Ciran, Dolus-le-Sec, Loches, Manthelan, Varennes és Vou községekkel határos.

## Népesség
A település népességének változása:
| Lakosok száma | 471  | 354  | 438  | 476  | 484  | 479  | 474  | 468  | 466  | 462  |
|               | 1968 | 1982 | 1990 | 2006 | 2013 | 2015 | 2017 | 2019 | 2020 | 2022 |